# Локнаш (река)
Ло́кнаш (Локнош, Локныш) — река в Московской области России, правый приток Большой Се́стры.
Протекает на территории городского округа Клин и Волоколамского городского округа. Исток — у деревни Богаиха, впадает в Большую Сестру в 20 км от её устья, в районе деревни Малое Стромилово.
Длина реки составляет 35 км, площадь водосборного бассейна — 193 км². Течёт в глубокой долине по полям и перелескам. Русло извилистое. Ширина реки в верхнем течении, в устье Землеройки, — 10 м, глубина — 2 м, дно вязкое, скорость течения — 0,5 м/с; в нижнем течении, в районе деревни Чащь, ширина — 5 м, глубина — 0,6 м, дно твёрдое.
Притоки — реки Землеройка, Судниковка, Карабейка и ручей Локнаш.
Предполагается балтийское происхождение названия. Прослеживаются параллели в гидронимии балтийских территорий: лит. Lukne, Luknas, латыш. Lukna и ряд других. Другие варианты названия — Локнош, Локныш, Локнаша.
По данным Государственного водного реестра России, относится к Верхневолжскому бассейновому округу. Речной бассейн — Верхняя Волга до Куйбышевского водохранилища (без бассейна Оки), речной подбассейн — Волга до Рыбинского водохранилища, водохозяйственный участок — Волга от города Твери до Иваньковского гидроузла (Иваньковское водохранилище).
Среди достопримечательностей, расположенных в сёлах по берегам реки, — церковь Рождества Пресвятой Богородицы в Шестакове, церковь Покрова Пресвятой Богородицы в Покровском и церковь Вознесения Господня в Теряеве.